# 三井不動產商業管理
三井不動產商業管理株式會社（Mitsui Fudosan Shogyo Management）是三井不動產集團旗下的“LaLaport”、“三井Outlet Park”等大型Outlet購物中心的營運企業。

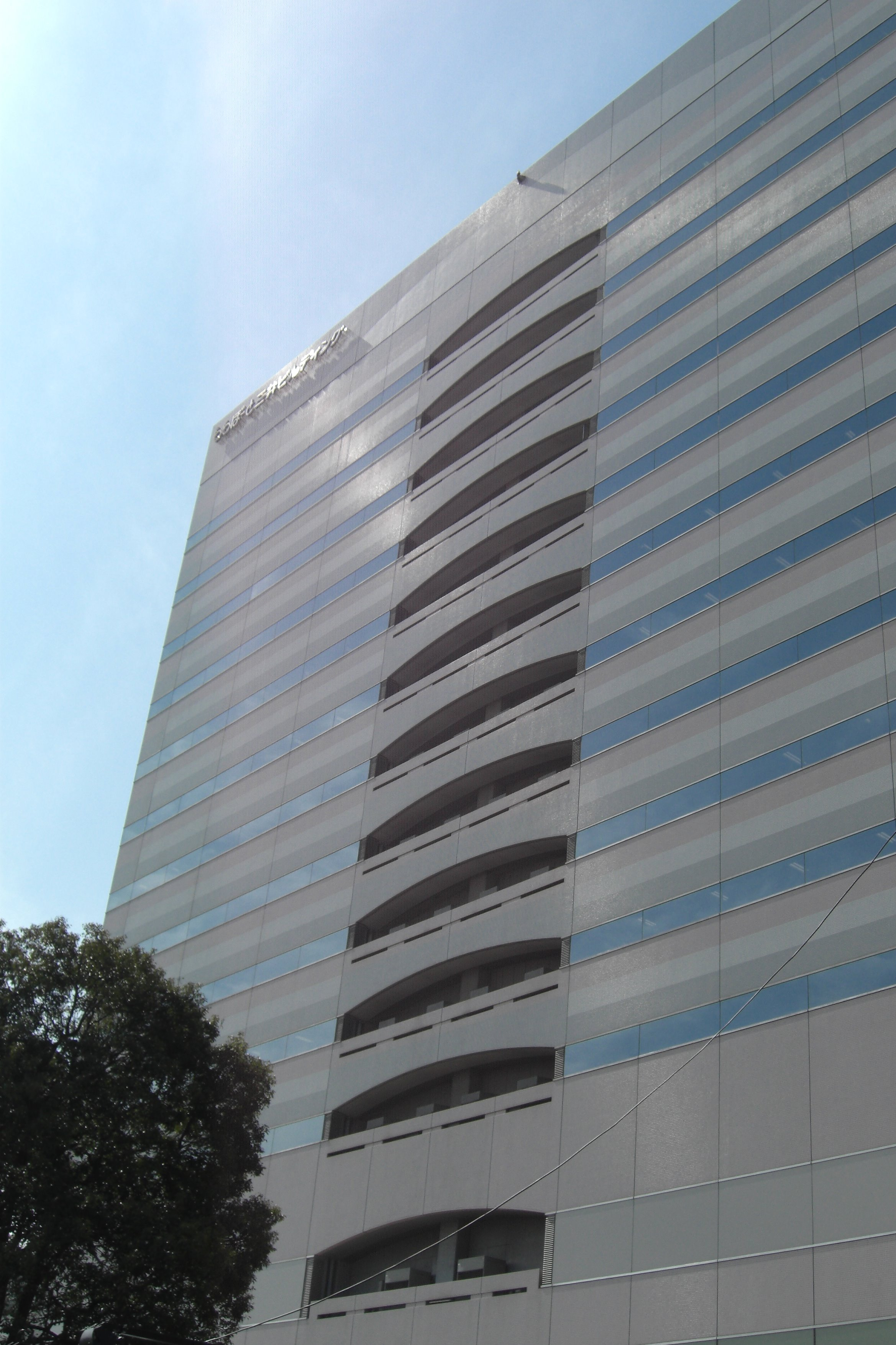
三井大樓（舊總公司）

## 沿革
- 1953年  4月 - 朝日土地興業株式会社成立。
- 1955年  2月 - 船橋Health Center開業。
- 1970年  1月13日 - 船橋Health Center株式會社成立。資本額為5億日圓，由三井不動產公司100%投資。
- 1970年  4月 - 與朝日地產工業和三井不動產合併。
- 1977年  5月 - 船橋Health Center關閉。
- 1981年  4月 - Lalaport船橋Shopping Center（現在的Lalaport TOKYO-Bay）在原址上開業。
- 1984年  6月 - LaLaport志木開始運營。
- 1984年  9月 - 管理公司的公司名稱改為 "LaLaport公司"。
- 1992年  4月 - 公司被委托經營ALPARK，擴大到船橋設施經營以外的業務。
- 1995年  3月 - 在鶴見開設Blossom Outlet，正式跨足Outlet業務。
- 2001年  4月 - 與Cities Mate合併。
- 2003年  4月 - 根據母公司三井不動產的政策，進行了公司拆分，租賃業務部門被零售和飯店地產花園有限公司吸收。
- 2008年 4月1日 - 管理公司的公司名稱改為 "LaLaport管理有限公司"。
- 2010年 12月 - 總部從千葉縣船橋市的LaLaport三井大樓搬遷到東京都中央區的日本橋浜町。
- 2013年 4月1日 - 公司名稱變更為 "三井不動產商業管理株式会社"。

## 三井購物中心
以LaLaport品牌為中心的大型“區域性購物中心”和中型“生活方式公園”的一部分，命名為“三井購物公園”，主要分佈在大都市區的郊區，主要由居住在城市的家戶組成。雖然開店趨勢和客戶構成與主要在當地城市郊區的路邊開店的永旺夢樂城有所不同，但由於位置的原因，也有競爭商店。位於千葉縣船橋市的LaLaport TOKYO-BAY是旗艦店。Lazona川崎廣場在三井不動產經營的商業設施中銷售額最高，是日本銷售額最高的地區之一。

## 關係企業
- LaLaport Agency株式会社
- Frontier REIT SC Management株式会社

## 外部連結
- （日語）三井不動產商業管理 （页面存档备份，存于）
- （英文）三井不動產商業管理 （页面存档备份，存于）